# Грибок, Зинаида Павловна
Зинаида Павловна Грибок (род. 1934) — советский хозяйственный и государственный деятель, лауреат Государственной премии СССР за выдающиеся достижения в труде.

## Биография
Родилась в 1934 году на территории современного Кореличского района Гродненской области. Член КПСС.
В 1967—1989 годах — доярка совхоза «Воронча» Кореличского района Гродненской области Белорусской ССР.
За увеличение производства высококачественной продукции животноводства, применение прогрессивных технологий и повышение производительности труда была в составе коллектива удостоена Государственной премии СССР за выдающиеся достижения в труде 1982 года.
Живёт в Кореличском районе.

## Награды
- Орден Трудового Красного Знамени (дважды)